# Pian di Sorres
Pian de Sorres  è una frazione del comune di Sassari situata nel territorio del sassarese, nella Sardegna nord occidentale, ad una altitudine di 50 m s.l.m.
Contava 77 abitanti nel 1991  e dista 15 chilometri da Sassari e 11 da Porto Torres.